# 音樂學系
音樂學系或音乐学院是专门从事音乐培训和研究的教育机构。一般来讲音樂學院为独立的教育机构，而音樂學系是隸屬於藝術學院下的一個科系。
以培養音樂相關領域之研究、演奏人才為目標，由於音樂類別可觸及之範疇的多樣性，音樂學系中可細分各類不同組別：演奏（唱）組（含鍵盤、聲樂、弦樂、管樂、打擊樂、國樂器（民族樂器）等器樂或聲樂主修）、管弦樂指揮或合唱指揮、理論與作曲組、音樂學組、音樂教育組、音樂行政組、音樂工程組、爵士音樂組等範疇。依其專注的領域不同，可能有會西洋音樂學系、中國音樂學系、傳統音樂學系、音樂教育學系等不同的科系名稱。由音樂學系畢業的學生可獲得藝術學士學位，並從事創作、演奏、教學、音樂行政、音樂工程等相關工作。

## 招收學士及（或）以上學位的大學或學院

### 中華民國（臺灣）
| œ  | 學校名稱         | 學院系所 | 提供學位                         | 學校網址 |
| 01 | 國立臺灣大學     | 文學院 音樂學研究所                                                                                         | 碩士、博士                       | https://web.archive.org/web/20131004220839/http://www.gim.ntu.edu.tw/01news/default.php |
| 02 | 國立陽明交通大學 | 人文社會學院 音樂研究所                                                                                     | 碩士                             | http://www.imu.nctu.edu.tw/imu/c-index.php （页面存档备份，存于） |
| 03 | 國立臺北藝術大學 | 音樂學院 音樂學系 傳統音樂學系 音樂學研究所                                                                 | 學士、碩士、博士 學士、碩士 碩士 | http://music.tnua.edu.tw/ （页面存档备份，存于） |
| 04 | 國立臺灣藝術大學 | 表演藝術學院 音樂學系 中國音樂學系                                                                          | 學士、碩士                       | https://web.archive.org/web/20131003024848/http://music.ntua.edu.tw/bin/home.php |
| 05 | 國立臺南藝術大學 | 音樂學院 音樂學系 中國音樂學系 民族音樂學研究所 鋼琴合作藝術研究所 音像藝術學院 應用音樂學系 聲響科技研究所 | 學士、碩士 學士 碩士 學士 碩士   | http://music.tnnua.edu.tw/bin/home.php （页面存档备份，存于） http://chinesemusic.tnnua.edu.tw/bin/home.php （页面存档备份，存于） http://ethnomu.tnnua.edu.tw/bin/home.php （页面存档备份，存于） http://collabpiano.tnnua.edu.tw/bin/home.php （页面存档备份，存于） |
| 06 | 國立臺灣師範大學 | 音樂學院 音樂系 民族音樂研究所 音樂學院流行音樂產業碩士專班                                                 | 學士、碩士、博士 學士、碩士 碩士 | http://www.music.ntnu.edu.tw/ （页面存档备份，存于） http://www.giem.ntnu.edu.tw/main.php （页面存档备份，存于） https://web.archive.org/web/20170110020218/http://www.gipa.ntnu.edu.tw/main.php                                                                       |
| 07 | 國立高雄師範大學 | 藝術學院 音樂學系                                                                                           | 學士、碩士                       | https://web.archive.org/web/20131004234458/http://www.nknu.edu.tw/~music/ |
| 15 | 國立東華大學     | 藝術學院 音樂學系                                                                                           | 學士、碩士                       | https://music.ndhu.edu.tw/ （页面存档备份，存于） |
| 16 | 國立清華大學     | 藝術學院 音樂學系                                                                                           | 學士、碩士                       | https://web.archive.org/web/20161111193732/http://music.web2.nhcue.edu.tw/bin/home.php |
| 08 | 國立中山大學     | 文學院 音樂學系                                                                                             | 學士、碩士                       | https://web.archive.org/web/20131004214208/http://music.nsysu.edu.tw/bin/home.php |
| 09 | 臺北市立大學     | 人文藝術學院 音樂學系                                                                                       | 學士、碩士                       | https://web.archive.org/web/20131220091327/http://music.utaipei.edu.tw/bin/home.php |
| 10 | 國立臺北教育大學 | 人文藝術學院 音樂學系                                                                                       | 學士、碩士                       | |
| 11 | 國立嘉義大學     | 人文藝術學院 音樂學系                                                                                       | 學士、碩士                       | |
| 12 | 國立臺南大學     | 藝術學院 音樂學系                                                                                           | 學士、碩士                       | |
| 13 | 國立臺東大學     | 人文學院 音樂學系                                                                                           | 學士、碩士                       | |
| 14 | 國立臺中教育大學 | 人文學院 音樂學系                                                                                           | 學士、碩士                       | |
| 17 | 東吳大學         | 人文社會學院 音樂學系                                                                                       | 學士、碩士                       | |
| 18 | 天主教輔仁大學   | 藝術學院 音樂學系                                                                                           | 學士、碩士、博士                 | |
| 19 | 中國文化大學     | 藝術學院 音樂學系 中國音樂學系 流行與數位音樂產業人才學士學程                                               | 學士、碩士 學士                  | |
| 20 | 實踐大學         | 民生學院 音樂學系 學士後音樂相關產業暨樂器維修學士學位學程                                                  | 學士、碩士 學士                  | |
| 21 | 東海大學         | 創意設計暨藝術學院 音樂學系                                                                                 | 學士、碩士                       | |
| 22 | 真理大學         | 人文學院 音樂應用學系                                                                                       | 學士、碩士                       | |
| 23 | 南華大學         | 藝術與設計學院 民族音樂學系                                                                                 | 學士、碩士                       | |
| 24 | 台南應用科技大學 | 藝術學院 音樂學系 流行音樂系                                                                                | 學士(七年一貫)、碩士 學士        | |
| 24 | 國立臺灣戲曲學院 | 戲曲音樂學系                                                                                                | 學士(十年一貫)                   | http://b013.tcpa.edu.tw/bin/home.php （页面存档备份，存于） |
| 25 | 南臺科技大學     | 人文社會學院 流行音樂產業系                                                                                 | 學士                             | |
| 26 | 遠東科技大學     | 管理暨設計學院 流行音樂產業管理系                                                                           | 學士                             | |
| 27 | 台北城市科技大學 | 民生學院 流行音樂事業系                                                                                     | 學士                             | |
| 28 | 國立陽明交通大學 | 工學院 聲音與音樂創意科技碩士學位學程                                                                       | 碩士                             | |
| 29 | 逢甲大學         | 工程與科學學院 電聲碩士學位學程                                                                             | 碩士                             | |
| 30 | 中原大學         | 人文與教育學院 學士後數位音樂應用學士學位學程 音樂產業碩士學位學程                                          | 學士                             | |
| 31 | 醒吾科技大學     | 流行藝術學院 流行音樂創作學士學位學程                                                                       | 學士                             | |
| 32 | 中國科技大學     | 學士後數位音樂音效學士學位學程                                                                              | 學士                             | |

### 美国
| œ  | 學校名稱       | 學院系所 | 提供學位             | 學校網址                                                                                    |
| 01 | 柏克理音樂學院 | 音樂學系 | 學士、碩士           | http://www.berklee.edu/ （页面存档备份，存于）                                              |
| 02 | 愛許蘭大學     | 音樂學系 | 學士、碩士、音樂證照 | https://web.archive.org/web/20090518143552/http://www.ashland.edu/academics/arts_sci/music/ |

### 香港
| 學校                 | 學院系所           | 提供學位 |
| -------------------- | ------------------ | --- |
| 香港中文大學         | 音樂系             | 音樂學士 音樂文學碩士                                                                                                 |
| 香港浸會大學         | 音樂系             | 音樂學士(音樂 / 創意產業) 創意產業音樂學士 學位教師教育文憑課程                                                       |
| 香港大學             | 音樂系             | 音樂研究碩士 |
| 香港教育大學         | 博文及社會科學學院 | 創意藝術與文化榮譽文學士(音樂) 音樂教育榮譽學士 音樂教育文學碩士 教師專業進修課程證書 (音樂教育) 學位教師教育文憑課程 |
| 香港演藝學院         | 音樂學院           | 音樂（榮譽）學士 音樂碩士 音樂深造文憑文憑課程 音樂文憑證書課程                                                       |
| 香港浸會大學國際學院 | 人文及語言學部     | 音樂學文學士 |

### 澳門
- 澳門理工大學藝術及設計學院音樂學士學位課程

### 新加坡
- 新加坡國立大學楊秀桃音樂學院

### 中华人民共和国（中國大陸）
- 中央音樂學院
- 上海音樂學院
- 星海音樂學院
- 瀋陽音樂學院
- 武漢音樂學院
- 西安音樂學院
- 四川音樂學院
- 浙江音樂學院
- 天津音樂學院
- 中國音樂學院
- 哈爾濱音樂學院
- 深圳音樂學院

### 俄羅斯
- 各地共有13所音樂學院，當中最重要的音樂學院為：
  - 聖彼得堡音樂學院
  - 莫斯科音樂學院

### 英格兰
- Royal Academy of Music
- Royal College of Music
- Royal Northern College of Music
- Royal Birmingham Conservatoire
- Trinity Laban Conservatoire of Music and Dance
- London College of Creative Media
- Guildhall School of Music and Drama

### 苏格兰
- Royal Conservatoire of Scotland

### 
- Royal Welsh College of Music and Drama
- Cardiff University School of Music

### 日本
- 東邦音樂大學
- 昭和音樂大學
- 東京音樂大學
- 大阪音樂大學
- 伊麗莎白音樂大學
- 平成音樂大學
- 國立音樂大學
- 名古屋音樂大學
- 洗足學園音樂大學
- 武藏野音樂大學

### 
| 學校               | 學院                                     | 擅長領域                                                                             |
| ------------------ | ---------------------------------------- | ------------------------------------------------------------------------------------ |
| 墨爾本大學         | 維多利亞藝術與墨爾本公立音樂學院音樂專業 | 音樂表演、作曲、音樂學或民族音樂學、音樂治療、音樂心理學、音樂表演教學               |
| 悉尼大學           | 音樂學院                                 | 作曲、音樂教育、音樂學、演奏                                                         |
| 阿德萊德大學       | -                                        | -                                                                                    |
| 紐卡素大學         | 教育與文學院                             | -                                                                                    |
| 昆士蘭大學         | -                                        | 音樂教育、獨立音樂製作、社區音樂教育                                                 |
| 莫纳什大學         | 人文科學學院 音樂專業                    | 爵士樂、流行文化                                                                     |
| 澳大利亞國立大學   | 人文與社會科學學院 音樂專業              | 澳大利亞土著音樂、音樂與政治政策、現代多元文化的社會音樂實踐                         |
| 墨爾本皇家理工大學 | 設計與社科學院 音樂產業                  | 音樂表演、錄音及製作、音樂業務                                                       |
| 臥龍崗大學         | 創意藝術學院 音樂與戲劇系                | 音樂與電子媒體                                                                       |
| 新南威爾斯大學     | -                                        | 音樂創作實踐、聲樂藝術、音樂教育學、歷史音樂學、民族音樂學、音樂分析及音樂心理學研究 |
| 西澳大學           | -                                        | 表演、作曲和音樂理論                                                                 |
| 昆士蘭科技大學     | 創意產業學院 音樂與聲效設計專業          | 音樂和發聲、影視和新媒體製作簡介、創意工作室、多平台音效設計、聲音、影像和文本       |
| 麥考瑞大學         | 文學院 音樂與文化研究                    | 當代音樂學、社會文化背景、現代民族音樂學、前衛和實驗音樂                             |
| 迪肯大學           | -                                        | -                                                                                    |
| 西悉尼大學         | -                                        | 音樂戲目、音樂表演、音樂設計                                                         |

## 資料來源
1. ↑  2018年停止招生。
2. ↑  .   [2021-07-12]. （原始内容存档于2021-05-21）.